# Malta Song for Europe 1997
Malta Song for Europe 1997 (Abkürzung: MSFE 1997) war die maltesische Vorentscheidung für den Eurovision Song Contest 1997, der in Dublin (Irland) stattfand, nachdem Eimear Quinn im Vorjahr mit ihrem Lied The Voice den Eurovision Song Contest gewonnen hatte. Der Wettbewerb wurde von Debbie Scerri mit dem Lied Let Me Fly gewonnen. Der Wettbewerb war auch als Festival tal-Kanzunetta Maltija għall-Ewropa 1997 bekannt, doch dies war auch das letzte Jahr, auf das dies zutraf, denn da niemand mit einem maltesischen Titel teilgenommen hat, wie in den Jahren zuvor, hielt man es für besser, den maltesischen Titel der Sendung zurückzulassen.
Zudem war dies das letzte Jahr, in dem ein Live-Orchester die Musik spielte.

## Prinzip
Insgesamt wurden 16 Beiträge von einer Fachjury ausgewählt, um im Finale, das am 25. Januar 1997 im Mediterranean Conference Centre stattfand, teilzunehmen. Am 24. Januar wurden die Lieder zunächst vorgestellt und am 25. Januar fand das Finale statt. Am 24. und 25. Januar wurden die Lieder wie im Vorjahr ausschließlich auf Englisch vorgetragen. Im Gegensatz zu den Vorjahren wurde hier das erste Mal die Punktevergabe gezeigt. Die Jury wählte mit 100 % Stimmenanteil die 16 Finalisten, die am 25. Januar antraten, um Malta bei dem Eurovision Song Contest zu vertreten.
Es fand bei dem Vorentscheid kein Halbfinale statt, sondern anstelle dessen eine Vorstellungsrunde am Tag vor dem Finale.
Die Künstler hatten die Wahl, ihre Lieder auf Englisch oder Maltesisch vorzutragen, da beide Sprachen ihre Amtssprache sind, jedoch entschieden sich alle für die englische Sprache.

### Finale
Im Finale, das am 25. Januar 1997 stattfand, sangen 16 Künstler um den Sieg des Vorentscheids. Letztendlich wurde es von Debbie Scerri mit dem Lied Let Me Fly gewonnen.
Die Punktevergabe erfolgte durch 7 Juroren, die jeweils an jedes Lied Punkte vergeben mussten, sodass sie jeden Wert von 1–10 und 12, 14, 16, 18, 20 und 22 einmal vergaben.
| Startnr. | Interpret             | Englischer Songtitel           | Ungefähre Bedeutung im Deutschen      | Platzierung |
| -------- | --------------------- | ------------------------------ | ------------------------------------- | ----------- |
| 01       | Leontine              | Don’t Look Back                | Sieh nicht zurück                     | 11./12.     |
| 02       | Olivia & Marvic Lewis | Falling (For Your Love)        | (Für deine Liebe) Fallen              | 7.          |
| 03       | Mary Spiteri          | Lovers Play with Words         | Liebhaber spielen mit Worten          | 3.          |
| 04       | Renato                | Alone                          | Allein                                | 8.          |
| 05       | Tarcisio Barbara      | Love’s Sweet Power in You      | Die süße Kraft der Liebe in dir       | 9.          |
| 06       | Mark Tonna            | Walk with Me                   | Komm mit mir                          | 4.          |
| 07       | Alwyn, Nadine & Elisa | Love Is                        | Liebe ist                             | 14./15.     |
| 08       | Godwin & The Boys     | Now I Can Dance                | Jetzt kann ich tanzen                 | 14./15.     |
| 09       | Alexander Schembri    | Turn Around, Stay a While      | Dreh’ dich um, bleib eine Weile       | 5./6.       |
| 010      | Georgina & June May   | Make Me Your Girl              | Mach mich zu deinem Mädchen           | 10.         |
| 011      | Vince Buhagiar        | Possessed                      | Besessen                              | 16.         |
| 012      | Manolito              | With You                       | Mit Dir                               | 13.         |
| 013      | Catherine Vigar       | The Call                       | Der Ruf                               | 2.          |
| 014      | Triccas               | Can It Be I’m Falling in Love? | Kann es sein, dass ich mich verliebe? | 11./12      |
| 015      | Debbie Scerri         | Let Me Fly                     | Lass mich fliegen                     | 1.          |
| 016      | Claudette Pace        | Love Can Do Miracles           | Liebe kann Wunder vollbringen         | 5./6.       |

#### Punktevergabe
| Startnr. | Lied                           | Ms. Antonia Jasemova | Claudia Neifert | Ms. Vanessa Macdonald | David Hamilton | Mr. Kevin Drake | Mr. Albano Carrisi | Mr. Barry Mason | Total |
| -------- | ------------------------------ | -------------------- | --------------- | --------------------- | -------------- | --------------- | ------------------ | --------------- | ----- |
| 1        | Don’t Look Back                | 5                    | 9               | 2                     | 8              | 6               | 8                  | 9               | 47    |
| 2        | Falling (For Your Love)        | 3                    | 18              | 6                     | 10             | 8               | 10                 | 16              | 71    |
| 3        | Lovers Play with Words         | 14                   | 14              | 14                    | 16             | 14              | 20                 | 20              | 112   |
| 4        | Alone                          | 12                   | 8               | 9                     | 18             | 5               | 6                  | 10              | 68    |
| 5        | Love’s Sweet Power in You      | 7                    | 10              | 3                     | 5              | 7               | 16                 | 6               | 54    |
| 6        | Walk with Me                   | 18                   | 7               | 18                    | 12             | 18              | 14                 | 12              | 99    |
| 7        | Love Is                        | 2                    | 6               | 1                     | 1              | 4               | 7                  | 3               | 24    |
| 8        | Now I Can Dance                | 4                    | 3               | 7                     | 2              | 2               | 4                  | 2               | 24    |
| 9        | Turn Around, Stay a While      | 9                    | 12              | 4                     | 14             | 12              | 12                 | 18              | 81    |
| 10       | Make Me Your Girl              | 8                    | 5               | 12                    | 3              | 10              | 9                  | 5               | 52    |
| 11       | Possessed                      | 1                    | 1               | 8                     | 4              | 1               | 5                  | 1               | 21    |
| 12       | With You                       | 6                    | 4               | 5                     | 7              | 3               | 3                  | 4               | 32    |
| 13       | The Call                       | 20                   | 20              | 20                    | 20             | 20              | 22                 | 14              | 136   |
| 14       | Can It Be I’m Falling in Love? | 10                   | 2               | 10                    | 6              | 9               | 2                  | 8               | 47    |
| 15       | Let Me Fly                     | 22                   | 22              | 22                    | 22             | 22              | 18                 | 22              | 150   |
| 16       | Love Can Do Miracles           | 16                   | 16              | 16                    | 9              | 16              | 1                  | 7               | 81    |